# أروالا
أروالا قرية في ولاية غرب دارفور في إقليم دارفور في السودان. في أوجها كان عدد سكانها 7000 نسمة. لكن تغير العدد بعد أن هاجمت الجنجاويد القرية.